# Шумски бизон
Шумски бизон (лат. Bison bison athabascae) познат и као планински бизон, те шумски или планински бафало је северна подврста америчког бизона, врсте из реда папкара. Његов ареал простирања обухвата углавном подручје тајги у Северној Америци и то Аљаску, Јукон, западни део Северозападних територија, североисток Британске Колумбије, север Алберте и северозапад Саскачевана. Налази се на нижем степену угрожености.
Мушке јединке достижу тежину преко 900 кг и спадају у највеће копнене животиње на северноамеричком континенту.

## Степен угрожености
Популација шумског бизона је услед смањивања њиховог природног станишта и претераног лова почетком прошлог века била скоро на ивици изумирања. Године 1957. у северном делу канадске провинције Алберте откривено је велико крдо од око 200 јединки које је послужило као основа у пројекту оживљавања подврсте. Подврста је успешно очувана, а канадско друштво за заштиту дивљих животиња је 1998. променило степен угрожености ове животиње са угрожена на скоро угрожена.
Претпоставља се да данас у дивљини живи свега око 3.000 примерака ове подврсте америчког бизона. Из националног парка Елк Ајланд у Алберти 2008. су 53 примерка пребачена у центар за заштиту угрожених врста у близини Енкориџа на Аљасци зарад обнављања популације шумског бизона у подручју око Фербанкса. Такође од 2006. се у руској републици Јакутији спроводи програм поновног насељавања ове подврсте бизона која је на том простору изумрла пре око 6.000 година.